# Espartogras
Espartogras (Lygeum spartum) ist die einzige Art der monotypischen Pflanzengattung Lygeum innerhalb der Familie der Süßgräser (Poaceae). Sie ist im südlichen Mittelmeergebiet heimisch. Ihre Blattfasern werden zur Herstellung beispielsweise von Seilen und Papier (Alfapapier) verwendet.

## Beschreibung

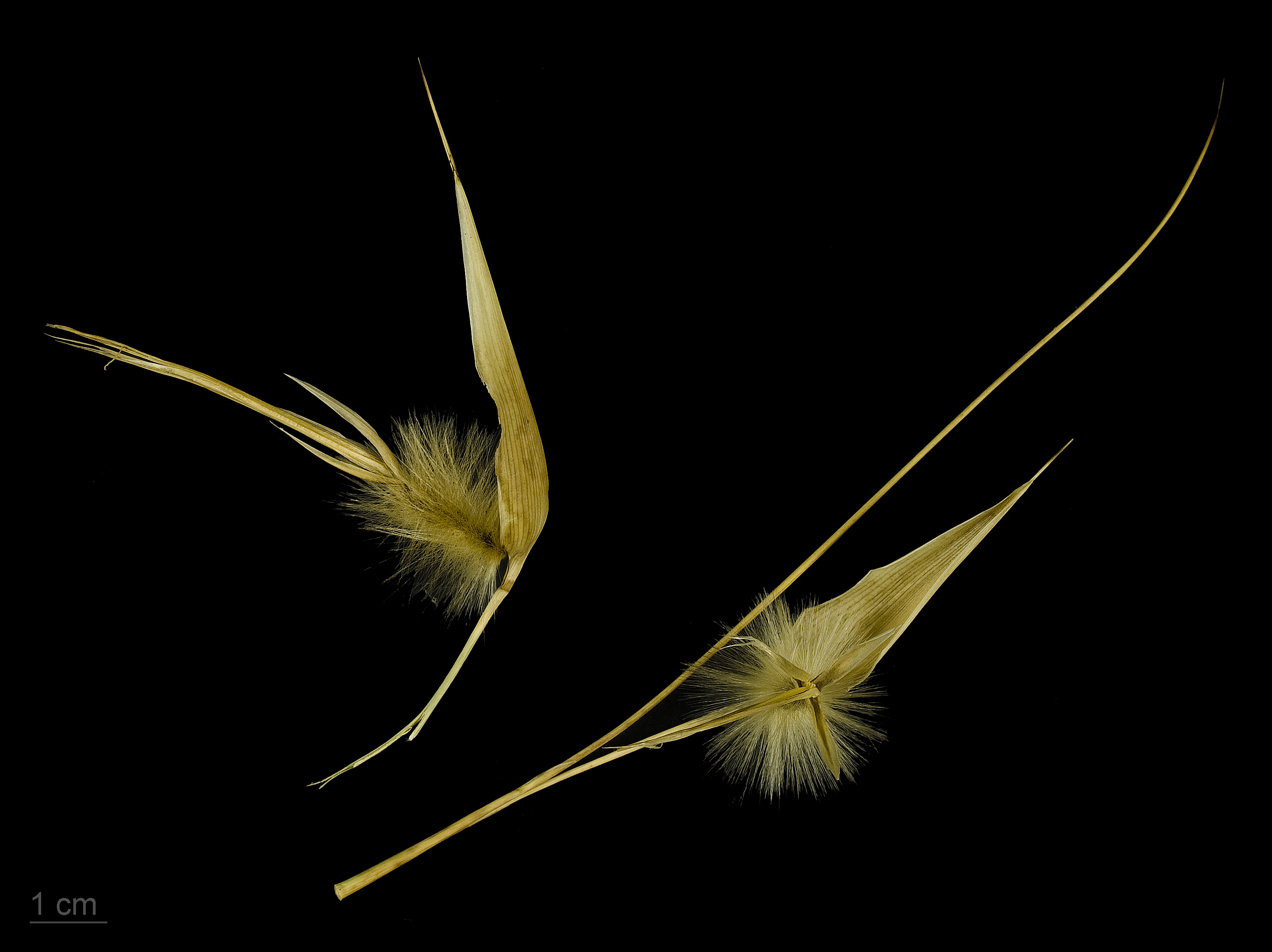
Ährchen

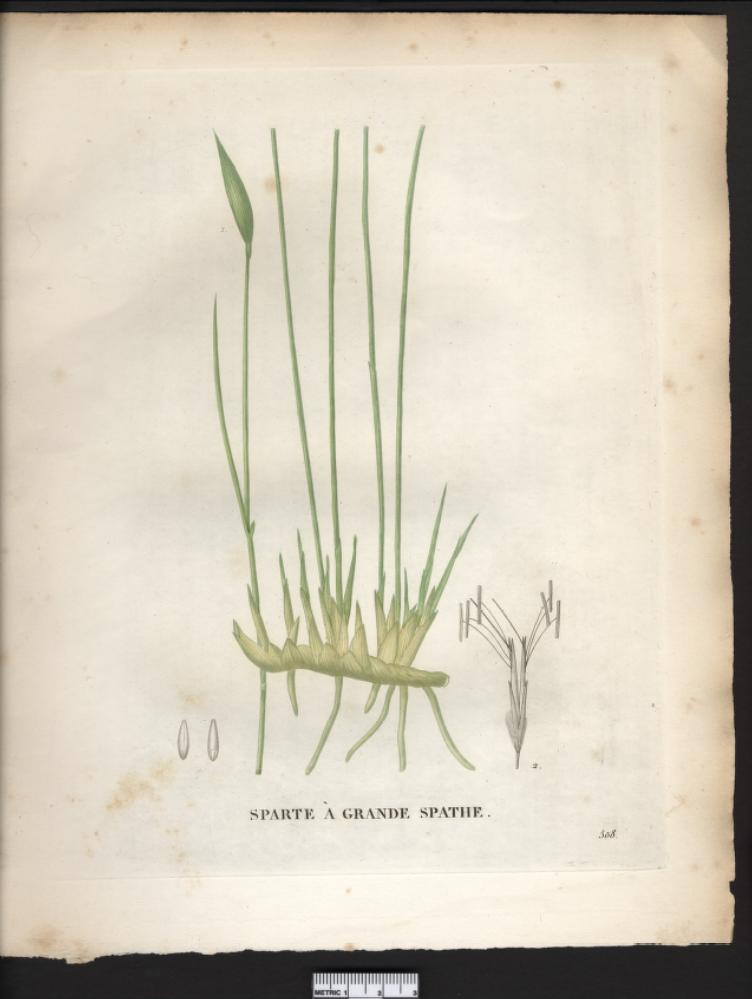
Illustration

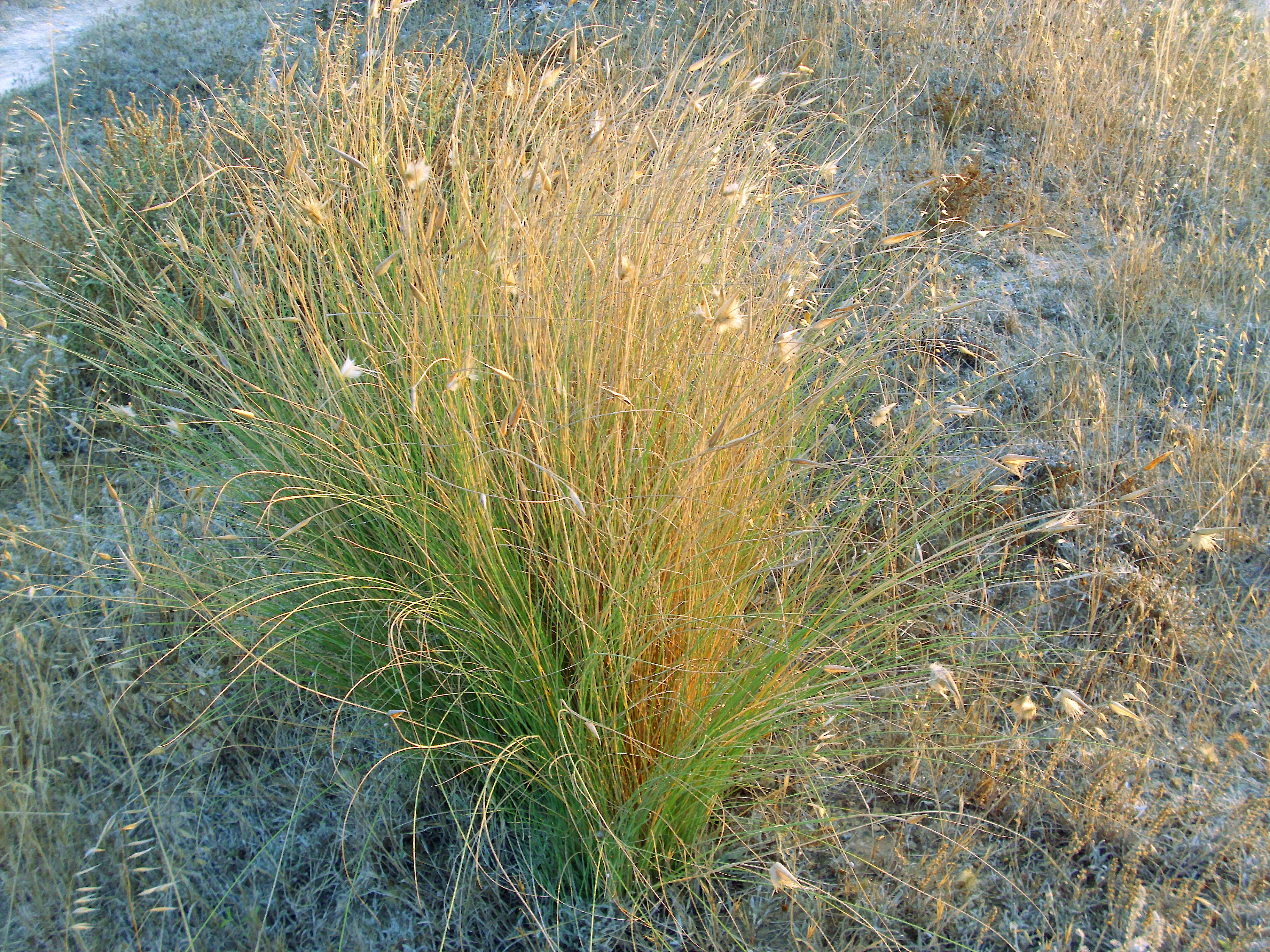
Habitus

### Vegetative Merkmale
Das Espartogras wächst als ausdauernde krautige Pflanze und erreicht Wuchshöhen von 20 bis 80 Zentimetern. Es bildet Horste, die häufig in großen Beständen wachsen. Die Laubblätter sind eingerollt, etwa 1,5 Millimeter breit, zäh und am oberen Ende sichelförmig gekrümmt. Das Blatthäutchen ist etwa 7 Millimeter lang.

### Generative Merkmale
Der Blütenstand ist von einem charakteristischen weißen Hochblatt umgeben. Das weiße Hochblatt ist bei einer Länge von 3 bis 4, selten bis zu 9 Zentimetern eiförmig und spitz scheidenförmig. Es umschließt nur ein einziges, meist zweiblütiges Ährchen ohne Hüllspelzen. Die Deckspelzen sind etwa 2 Zentimeter lang, in der unteren Hälfte sind sie zu einer Röhre verwachsen und dort mit langen abstehenden Haaren besetzt. Die Vorspelzen sind 3 bis 4 Zentimeter lang. Die Ährchen fallen zur Reife als Ganzes ab.
Die Chromosomenzahl beträgt 2n = 16 oder 40.

## Vorkommen
Das Espartogras ist im südlichen Mittelmeergebiet beheimatet. Es kommt vor in der Westsahara, Marokko, Algerien, Tunesien, Libyen und Ägypten. Im Norden reicht das Areal bis Spanien, Sardinien, Süditalien, Sizilien und Kreta.
Seine Standorte sind Steppenrasen, vor allem auf tonigen und auch salzhaltigen Böden.

## Systematik
Die Erstveröffentlichung von Lygeum spartum erfolgte 1754 durch Carl von Linné in Genera Plantarum, 5. Auflage, Seite 522. Als Erstautor der Gattung Lygeum gilt Pehr Löfling in Linné: Genera Plantarum, 5. Auflage, Seite 27.
Lygeum spartum ist die einzige Art der monotypischen Gattung Lygeum. Synonyme für Lygeum spartum L. sind: Lygeum tenax Salisb. nom. superfl., Lygeum apiculatum Gand., Lygeum insulare Gand., Lygeum loscosii Gand., Lygeum murcicum Gand., Lygeum spathaceum Lam. Ein Synonym für Lygeum Loefl. ex L. ist Linosparton Adans. nom. superfl.
Lygeum ist die einzige Gattung der Tribus Lygeeae J.Presl (Syn.: Lygeinae Röser, Spartineae Trin.) in der Unterfamilie Pooideae innerhalb der Familie Poaceae.

## Verwendung
Die Blätter des Espartograses werden, wie die des Halfagrases (Stipa tenacissima), für Flechtarbeiten (Hüte, Schuhe. Espadrilles, Taschen, Matten), für Seile und für die Herstellung von hochwertigem Papier (Alfapapier) verwendet.
Früher wurde der spanische Zamorano Käse mit Formen aus geflochtenem Espartogras gepresst, worauf das Muster auf dem Käse noch heute hinweist.